# Воскресеновка (Айиртауський район)
Воскресе́новка (каз. Воскресеновка) — село у складі Айиртауського району Північноказахстанської області Казахстану. Входить до складу Володарського сільського округу, раніше входило до складу ліквідованого Жетикольського сільського округу.
Населення — 270 осіб (2021; 327 у 2009, 351 у 1999, 474 у 1989).
Національний склад станом на 1989 рік:
- росіяни — 70 %.